# Tegula regina
Tegula regina är en snäckart som beskrevs av Robert Edwards Carter Stearns 1892. Tegula regina ingår i släktet Tegula och familjen pärlemorsnäckor. Inga underarter finns listade i Catalogue of Life.